# لیچفیلد بیچ (کارولینای جنوبی)
لیچفیلد بیچ (به انگلیسی: Litchfield Beach) یک منطقهٔ مسکونی در ایالات متحده آمریکا است که در کارولینای جنوبی واقع شده‌است.